# John Barry
John Barry (született John Barry Prendergast) (York, 1933. november 3. – 2011. január 30.) ötszörös Oscar- és négyszeres Grammy-díjas brit filmzeneszerző. Nagy népszerűségre tett szert mint a James Bond-filmek zeneszerzője. Munkásságáért A Brit Birodalom Rendje (OBE) kitüntetést is átvehette.

## Filmzenéi

### James Bond filmzenék
- 1962 – Dr. No
- 1963 – Oroszországból szeretettel
- 1964 – Goldfinger
- 1965 – Tűzgolyó
- 1967 – Csak kétszer élsz
- 1969 – Őfelsége titkosszolgálatában
- 1971 – Gyémántok az örökkévalóságnak
- 1974 – Az aranypisztolyos férfi
- 1979 – Holdkelte
- 1983 – Polipka
- 1985 – Halálvágta
- 1987 – Halálos rémületben

### További filmzenék
- 1960 – Beat Girl
- 1962 – Kiadó szoba
- 1964 – Seance on a Wet Afternoon
- 1964 – Zulu
- 1965 – King Rat
- 1965 – Az Ipcress ügyirat
- 1965 – A fiú és a kerékpár
- 1965 – Elza, a vadon szülötte
- 1965 – A csábítás trükkje
- 1966 – Az üldözők
- 1966 – Born Free
- 1966 – A Quiller jelentés
- 1968 – Az oroszlán télen
- 1968 – Petulia
- 1970 – A találkozás
- 1970 – Éjféli cowboy
- 1970 – Monte Walsh: Az utolsó cowboy
- 1971 – The Last Valley
- 1971 – Mária, a skótok királynője
- 1972 – Ki megy a nő után?
- 1972 – Alice Csodaországban
- 1974 – Kémek keringője
- 1975 – Love Among the Ruins
- 1975 – A sáska napja
- 1976 – Robin és Marian
- 1976 – Minden lében két kanál: Sportesélyek
- 1976 – Minden lében két kanál: A London-összeesküvés
- 1976 – King Kong
- 1977 – A fehér bölény
- 1978 – Haláljáték
- 1978 – A Betsy
- 1979 – Hanover Street
- 1979 – The Black Hole(Disney)
- 1980 – Night Games
- 1980 – Inside Moves
- 1980 – Touched by Love
- 1980 – Valahol, valamikor
- 1980 – A Titanic kincse
- 1981 – A test melege
- 1981 – The Legend of the Lone Ranger
- 1982 – A piszkos ügy
- 1982 – Frances
- 1982 – Murder By Phone
- 1983 – The Golden Seal
- 1983 – Állatfogó kommandó
- 1983 – Kínai kaland
- 1984 – Szeptemberig
- 1984 – Mike’s Murder
- 1984 – Gengszterek klubja
- 1985 – Kicsorbult tőr
- 1985 – Távol Afrikától
- 1986 – A Killing Affair
- 1986 – Aranygyermek
- 1986 – Howard, a kacsa
- 1986 – Előre a múltba
- 1988 – Álarc mögött
- 1990 – Farkasokkal táncoló
- 1992 – Chaplin
- 1993 – Tisztességtelen ajánlat
- 1993 – Életem
- 1993 – Ruby Cairo
- 1994 – A specialista
- 1995 – Cry, The Beloved Country
- 1995 – New York története
- 1995 – A skarlát betű
- 1997 – Érzelmek hullámain
- 1998 – A kód neve: Merkúr
- 1998 – Szeress, ha tudsz!
- 2001 – Enigma

## Díjak és jelölések
John Barry 5 Oscar-díjat nyert, valamint 15 más díjat is begyűjtött és további 21-re jelölt volt.
- Oscar-díj
  - 1966 – Díj a legjobb eredeti filmzene kategóriában (Born Free)
  - 1966 – Díj a legjobb eredeti betétdal kategóriában (Born Free – „Born Free”)
  - 1968 – Díj a legjobb eredeti filmzene kategóriában (Az oroszlán télen)
  - 1971 – Jelölés a legjobb eredeti filmzene kategóriában (Mária, a skótok királynője)
  - 1985 – Díj a legjobb eredeti filmzene kategóriában (Távol Afrikától)
  - 1990 – Díj a legjobb eredeti filmzene kategóriában (Farkasokkal táncoló)
  - 1992 – Jelölés a legjobb eredeti filmzene kategóriában (Chaplin)